# Тіаго Де Сантана Да Сілва
Тіаго Де Сантана Да Сілва або просто Сантана (порт.-браз. Tiago de Santana da Silva; нар. 14 квітня 1998, Салвадор, Баїя, Бразилія) — бразильський футболіст, захисник «Метрополітано», який виступав в оренді за полтавську «Ворсклу».

## Життєпис
Народився в районі Камасарі міста Салвадор штату Баїя. На юнацькому та молодіжному рівні виступав за «Греміо», «Атлантіко» та Віторію.
Дорослу футбольну кар'єру розпочав у «Жакуїпенсе». На загальнонаціональному рівні дебютував 6 травня 2018 року в програному (1:2) виїзному поєдинку 3-го туру групи 7 Серії D проти «Сержипе». Тіаго вийшов на поле в стартовому складі та відіграв увесь матч, а на 78-й хвилині отримав жовту картку. З 2018 по 2023 рік виступав у чемпіонатів штату та Серії D чемпіонату Бразилії за «Матуріненсе», «Барселону» (Ільєуш), «Віторію» (Конкішта), АССУ, «Баїя» (Фейра), «Агуа Санта» та «Гаму». На початку липня 2023 року вільним агентом перебрався до «Метрополітано». Провів 9 матчів у Лізі Катаріненсе.
Наприкінці липня 2023 року відправився в 1-річну оренду до «Ворскли». У футболці полтавського клубу дебютував два дні по тому, 27 липня 2023 року в переможному (2:1) домашньому поєдинку 2-го кваліфікаційного раунду Ліги конференцій УЄФА проти грузинської «Діли». Сантана вийшов на поле в стартовому складі, а на 83-й хвилині його замінив Данило Хрипчук. У Прем'єр-лізі України дебютував 6 серпня 2023 року в програному (1:4) виїзному поєдинку 2-го туру проти львівського «Руху». Сантана вийшов на поле в стартовому складі, на 36-й хвилині отримав жовту картку, а на 87-й хвилині його замінив Данило Ізотов.